# Ою
О́ю (эст. Oju) — деревня в волости Сааремаа уезда Сааремаа, Эстония.
До реформы местных самоуправлений 2017 года входила в состав волости Кихельконна (упразднена).

## География и описание
Расположена в западной части острова Сааремаа, на берегу залива Кихельконна. Расстояние до волостного и уездного центра — города Курессааре — 30 километров. Высота над уровнем моря — 4 метра.
Климат умеренный. Официальный язык — эстонский. Почтовые индексы: 93445, 93417.

## Население
По данным переписи населения 2021 года, в Ою насчитывалось 9 жителей, все — эстонцы.
По данным переписи населения 2011 года, в деревне проживали 8 человек, все — эстонцы.
Численность населения деревни Ою:
| Год  | 1959 | 1979 | 2000 | 2011 | 2017 | 2018 | 2019 | 2020 | 2021 |
| ---- | ---- | ---- | ---- | ---- | ---- | ---- | ---- | ---- | ---- |
| Чел. | 21   | ↘ 18 | ↘ 14 | ↘ 8  | ↗ 11 | ↘ 9  | ↘ 8  | → 8  | ↗ 9  |

## История
В письменных источниках 1453 года имеется запись Janus Melepene soen van Ottolas is tho Oygill eyn bur, в 1645 году упоминается человек по имени Oya Rein, в 1685 году — Ojo Thommas.
Статус деревни поселение получило в 1920-х годах. В 1977–1997 годах Ою официально была частью деревни Куревере. В границах современной деревни находилась ранее скотоводческая мыза Ойо (эст. Ojo, Ою, эст. Oju mõis), которая возникла в XIX веке и принадлежала рыцарской мызе Пайомойз (нем. Pajomois, Паю, эст. Paju mõis).